# Kilmany
Kilmany (gael. Cille Mheinidh) – wieś w hrabstwie Fife, we wschodniej Szkocji.
W krypcie tutejszego kościoła parafialnego pochowany jest George Melville, 1. hrabia Melville, poplecznik Wilhelma III Orańskiego oraz Marii II Stuart.
Wieś również znana jako miejsce urodzenia Jima Clarka, dwukrotnego mistrza świata Formuły 1. W 1997 roku odsłonięto pomnik kierowcy.